# Gouffern-en-Auge
Gouffern-en-Auge – gmina we Francji, w regionie Normandia, w departamencie Orne. W 2013 roku liczba ludności wynosiła 3829 mieszkańców. 
Gmina została utworzona 1 stycznia 2017 roku z połączenia 14 ówczesnych gmin: Aubry-en-Exmes, Avernes-sous-Exmes, Le Bourg-Saint-Léonard, Chambois, La Cochère, Courménil, Exmes, Fel, Omméel, Saint-Pierre-la-Rivière, Silly-en-Gouffern, Survie, Urou-et-Crennes oraz Villebadin. Siedzibą gminy została miejscowość Silly-en-Gouffern.